# Olav Aaen
Olav Aaen (14. april 1945 - 7. marts 2014) var en dansk borgmester i Karlebo Kommune fra 2002 til 2006 og i Fredensborg Kommune fra 2007 til 2009. Han var tillige formand for sammenlægningsudvalget for Fredensborg Kommune fra 1. januar 2006 til 31. december 2006. 
Olav Aaen var valgt for partiet Venstre.